# SoFaygo
Andre Dontrel Burt Jr. (Grand Rapids, Míchigan; 3 de octubre de 2001), más conocido por su nombre artístico como SoFaygo (antes estilizado como $oFaygo), es un rapero y cantante estadounidense.
En 2020, Sofaygo lanzó el mixtape Angelic 7, que fue producida por su amigo y compañero rapero Lil Tecca. Este mixtape incluía su sencillo de ruptura de 2019 «Knock Knock», donde numerosos sonidos que utilizaban la canción se hicieron virales en TikTok a finales de 2020. Desde entonces, la canción ha acumulado más de 200 millones de reproducciones en Spotify. Fue firmado por Travis Scott en su sello discográfico, Cactus Jack, en 2020.

## Carrera

### 2018-2019: Principios
Sofaygo grabó su primera canción a los nueve años en el sótano de un amigo. Comenzó a dedicarse más a la música en su adolescencia, mientras asistía a Etowah High School (Georgia). Burt se hizo llamar Trvllinese antes de lanzar el EP We Are Aliens en 2018.
Sofaygo lanzó su mixtape debut War en 2019. Poco después, comenzó a amasar una base de fans local. Esta popularidad le llevó a ser descubierto por Taz Taylor, el fundador del sello discográfico Internet Money, que le ofreció fichar por el sello discográfico. Sofaygo viajó más tarde a Los Ángeles para considerar esta oferta, pero finalmente la rechazó. En ese momento, Sofaygo se hizo amigo del rapero Lil Tecca, y ambos comenzaron a colaborar. Esta colaboración condujo al lanzamiento de su segunda mixtape, Angelic 7, que concluyó con su canción de 2019 "Knock Knock". Tras el lanzamiento del proyecto, su base de fans en línea creció aún más, y la canción más tarde se convirtió en viral en la aplicación para compartir videos TikTok.

### 2020-2022:After Me, B4PINK, BabyJack y Pink Heartz
Poco después, lanzó su tercera mixtape After Me, que fue precedida por los sencillos «Off the Map» y «Everyday». En febrero de 2021, Sofaygo había firmado con el sello discográfico de Travis Scott, Cactus Jack Records, que incluye a otros raperos populares como Sheck Wes y Don Toliver. En junio de 2021, Burt apareció en la serie web Open Mic de Genius para interpretar su sencillo «Knock Knock».
El 28 de julio de 2021, SoFaygo anunció tanto en su cuenta de Instagram como en la de Twitter que su álbum debut Pink Heartz estaba casi terminado.
El 20 de agosto de 2021, SoFaygo apareció en el álbum de Trippie Redd, Trip at Knight, en la canción «MP5». La canción se convirtió en su primera entrada en el Billboard Hot 100, debutando en el número 86. El 1 de septiembre de 2021, lanzó la canción «Let's Lose Our Minds», siendo su primer lanzamiento bajo Cactus Jack desde su fichaje. El 8 de octubre, SoFaygo apareció en el álbum Life of a Don, de su compañero Don Toliver, en el tema «Smoke».
El 14 de junio de 2022 lanzó un EP, B4PINK (Before Pink), para hacer más amena la espera de su álbum, Pink Heartz.
El 14 de julio de 2022 aparece exclusivamente en SoundClound BabyJack lo que parece ser un mixtape secreto filtrado intencionalmente, que consta de 10 canciones.
El 17 de octubre de 2022, lanzó 4 sencillos de su álbum Pink Heartz, «Hell Yeah», «Fasho», Blitz V2» y «Another One».
No sería hasta el 11 de noviembre de 2022 cuando sacó finalmente su álbum debut, Pink Heartz, con colaboraciones como Lil Uzi Vert, Gunna o Don Toliver, donde el joven rapero hizo gala de un sonido mucho más maduro y elaborado que, por desgracia, dividió la opinión de sus fans, puesto que echaban de menos su antiguo sonido. Sin embargo, ha afirmado que no va a volver a ello; en canciones como «Transparency», de este mismo álbum, lo deja más que claro.

### 2023-presente: GO+
El 14 de junio de 2023, Faygo lanzó su décimo extended play «Go+», con apariciones especiales de Yung Kayo y DD Osama.
El 20 de noviembre de 2023, Faygo lanzó el sencillo «What You Want».

## Influencia artística
Las principales influencias de SoFaygo son otros raperos como Drake, Chief Keef, Lil Wayne, Chris Brown, Playboi Carti y Lil Uzi Vert.

## Discografía
Álbumes de estudio
- Pink Heartz (2022)

Mixtapes
- War (2019)
- Angelic 7 (2020)
- After Me (2020)
- BabyJack (2022)

EPs
- Goonland (2018)
- We Are Aliens (2018)
- Delineation (2019)
- Hostility (2019)
- The Reveal Vol. 1 (2020)
- 4U (2020)
- Web (2020)
- B4PINK (2022)
- GO+ (2023)

Singles
- "Knock Knock" (2019)
- "The World is Yours" (2020)
- "Gear 2" (2020)
- "Controlling" (2020)
- "Let's Lose Our Minds" (2021)
- "Hell Yeah" (2022)
- "Fasho" (2022)
- "Blitz V2" (2022)
- "Another One" (2022)